# حسین آوینی پاشا
حسین آوینی پاشا (ترکی استانبولی: Hüseyin Avni Bey/Paşa) معروف به حسین آوینی بیگ، افسر ارتش امپراتوری عثمانی و ژنرال ارتش ترکیه بود. وی پس از اعلام جمهوری ترکیه، سیاستمدار شد و در مجلس ملی کبیر ترکیه خدمت کرد. با دستور مصطفی کمال آتاتُرک در ۲۱ نوامبر ۱۹۲۳، حسین آوینی برای خدمات خود در طول جنگ استقلال ترکیه، مدال استقلال را با روبان قرمز-سبز به عنوان بالاترین نشان در آن زمان دریافت کرد. در ۲۴ ژانویه ۱۹۲۴، وی به درجه میرلیوا (درجه‌ای در نیروی دریایی و معادل سرلشگر) ارتقا یافت. وی از نوادگان وزیر اعظم عثمانی محمدپاشا تکلو بود.

## زندگینامه
حسین آوینی فرزند مصطفی بیگ در سال ۱۸۷۷ در شهر بیتولا (امپراتوری عثمانی) متولد شد. آشنایی او با مصطفی کمال آتاترک به دبیرستان نظامی بیتولا بازمی‌گردد. حسین پس از فارغ‌التحصیلی از دبیرستان نظامی بیتولا در سال ۱۸۹۳، در آکادمی نظامی عثمانی تحصیل کرد. در سال ۱۹۰۳ به درجه ناخدا و در سال ۱۹۰۸ به درجه سرگردی ارتقا یافت.
آوینی پاشا در دانشکده نظامی به سبک غربی تحصیل کرد، زندگی او همزمان با فروپاشی امپراتوری عثمانی بود. وی اولین تجربه جنگی خود را در جنگ عثمانی و یونان به دست آورد. وی به دلیل موفقیت در سرکوب شورش‌ها، به سرعت ارتقا یافت. وقتی وضعیت بالکان متشنج شد، حسین آوینی پاشا به فرماندهی ارتش مرکزی منصوب شد. در این دوران، وظایف مهمی در اجرای قانون به وی محول شد. اگرچه او در جریان جنگ بالکان توسط صرب‌ها اسیر شد، اما خیلی زود آزاد شد. وی پس از آزادی به عنوان رئیس فرماندهی موقعیتی که برای زندانیان در استانبول تأسیس شده بود منصوب شد. وی با آغاز جنگ جهانی اول به عنوان فرمانده هنگ ژاندارمری آدانا منصوب شد. پس از اشغال استانبول، او در مبارزه ملی شرکت کرد و بعدها به عنوان نماینده پارلمان انتخاب شد. آوینی پاشا که در مکانی برای خدمت سربازی بزرگ شده بود، در خاموش کردن قیام‌های بالکان و پس از آن قیام‌های ارمنستان در طول جنگ جهانی وظایف مهمی را بر عهده گرفت. وی به دلیل موفقیت خود، متهم به فروپاشی قیام های جنگ استقلال شد.